# 庫庫納蒂
庫庫納蒂（西班牙語：Cucunatí），是巴拿馬的城鎮，位於該國東部，由達連省的切皮加納區負責管轄，面積196.6平方公里，海拔高度28米，2010年人口1,346，人口密度每平方公里6.8人。